# Вашингтонски метро
Вашингтонски метро (енгл. Washington Metro) је брзи транзитни систем који опслужује градско подручје Вашингтона. Њиме управља Washington Metropolitan Area Transit Authority (WMATA). Отворена 1976. мрежа сада укључује шест линија, 98 станица и 208 км руте.
Метро служи Вашингтону и државама Мериленд и Вирџинија. У Мериленду се пружају услуге за округе Монтгомери и Принца Џорџа; у Вирџинији, у округе Арлингтон, Ферфакс и Лаудун и у независни град Александрију. Најновије проширење система, а то је изградња нове станице (и измена линије), отворено је 19. маја 2023. Углавном функционише као метро на дубоком нивоу у гушће насељеним деловима (укључујући већи део самог Дистрикта), док је већина приградских пруга на површини или узвишена. Најдуже једнослојне покретне степенице на западној хемисфери, које се протежу на 70 м, налази се на станици Wheaton.
2023. систем је имао 136.303.200 путника, или око 450.600 сваког радног дана од трећег квартала 2024., што га чини другим најпрометнијим системом брзог превоза тешке железнице у Сједињеним Државама, по броју путничких путовања, после Њујорка и шеста најпрометнија у Северној Америци. У јуну 2008. постављен је месечни рекорд у броју путника са 19.729.641, или 798.456 путника недељно.

## Историја
Током 50-их постављени су планови за масивни систем аутопутева у Вашингтону. Харланд Бартоломеј, који је председавао Националном комисијом за планирање капитала, сматрао је да железнички транзитни систем никада неће бити самодовољан због ниске густине коришћења земљишта и општег саобраћаја опадати. Али план је наишао на жестоко противљење и измењен је тако да укључује систем главног коловоза плус радијалне железничке пруге.
1960. године, савезна влада је створила Националну агенцију за капитални саобраћај како би развила брзи железнички систем. 1966. федерална влада, Дистрикт Колумбија, Вирџинија и Мериленд, усвојила је закон о успостављању WMATA, са планском снагом за систем која се на њега преноси са NCTA. Рана мапа предлога из 1967. била је опсежнија од онога што је на крају одобрено, са западним терминалом Црвене линије у Џермантауну.
Изградња је почела након церемоније постављања темеља 9. децембра 1969., када су секретар за саобраћај Џон А. Волп, градоначелник Волтер Вашингтон и гувернер Мериленда Марвин Мендел бацили прву лопатицу земље на Тргу правосуђа.
Први део система отворен је 27. марта 1976., са 7,4 км на располагању на Црвеној линији са пет станица. Све вожње су тог дана биле бесплатне, при чему је први воз полазио са званичницима метроа и специјалним гостима, а други са представницима шире јавности.
Изградња метроа захтевала је милијарде федералних долара, које је првобитно обезбедио Конгрес у складу са Законом о националном капиталном транспорту из 1969. Трошак је плаћен са 67% федералног новца и 33% локалног новца. Овај закон је измењен 3. јануара 1980. Националним амандманом о капиталном саобраћају из 1979., који је одобрио додатно финансирање од 1,7 милијарди долара како би се омогућио завршетак 144 км система како је предвиђено према условима уговора о потпуном финансирању који је потписан са WMATA у јулу 1986. који је захтевао да се 20% исплати из локалних средстава. 15. новембра 1990. амандмани на национални капитални саобраћај су одобрили додатних 1,3 милијарде долара у федералним фондовима за изградњу преосталих 21,7 км система од 166 км, завршеног извршењем уговора о потпуном финансирању.

### Најпрометнији дани
Највећи број путника за један дан био је на дан прве инаугурације Барака Обаме, 20. јануара 2009, са 1,12 милиона путника. Оборила је претходни рекорд, постављен дан раније, од 866.681 путника. Недељни рекорд постављен је 18. јануара 2009., током Обаминих догађаја пре инаугурације, на дан када је Обама са породицом стигао у Вашингтон и били домаћини концерта на степеницама Линколновог меморијала. Оборио је рекорд постављен 4. јула 1999.

## Архитектура
Многе метро станице је пројектовао чикашки архитекта Хари Виз и представљају примере модерне архитектуре с краја 20. века. Са интензивном употребом изложеног бетона и понављајућих дизајнерских мотива, метро станице приказују аспекте бруталистичког дизајна. Станице такође одражавају утицај вашингтонске неокласичне архитектуре у својим свеобухватним касетним плафонским сводовима. Виз је сарађивао са дизајнером осветљења Билом Ламом, на индиректном осветљењу које се користи у целом систему. Све оригиналне бруталистичке станице налазе се у центру Вашингтона и суседним урбаним коридорима Арлингтона, док новије станице укључују поједностављене и исплативије дизајне.

Почев од 2003. надстрешнице су додате на постојеће излазе подземних станица због хабања покретних степеница услед изложености временским условима.
- Станица Галери Плејс (отворена 1976.)
- A train departs from McPherson Square (opened 1977), which has an original ceiling vault design.
- Twinbrook (opened 1984) is a typical original above-ground station.
- Шаблон:Wmata (opened 2014) shows a modified version of the newest design, used on some elevated stations due to its cost savings.
- The over-entrance canopy to Шаблон:Wmata (opened 1977) echoes the arched ceiling underground.

## Систем
Од отварања 1976. мрежа метроа је порасла и сада обухвата шест линија, 98 станица и трасу од 208 км. Око 80 км метроа је под земљом, као и 47 од 98 станица. Пруга се углавном протеже под земљом унутар округа и густо насељених предграђа.
Систем ради на колосеку ширине 1429 мм, што је 6,4 мм ужи од стандардног колосека ширине.
| Назив             | Датум отварања     | Број станица |               |                |    |
| ----------------- | ------------------ | ------------ | ------------- | -------------- | -- |
| Назив             | Датум отварања     | Број станица | Црвена линија | 29. март 1976. | 27 |
| Наранџаста линија | 20. новембар 1978. | 26           |               |                |    |
| Плава линија      | 1. јул 1977.       | 28           |               |                |    |
| Зелена линија     | 28. децембар 1991. | 21           |               |                |    |
| Жута линија       | 30. март 1983.     | 13           |               |                |    |
| Сива линија       | 26. јул 2014.      | 34           |               |                |    |

### Инфраструктура

#### Станице
У Дистрикту Колумбија постоји 40 станица, 15 у округу Принс Џорџ, 13 у округу Ферфакс, 11 у округу Монтгомери, 11 у округу Арлингтон, 5 у граду Александрији и 3 у округу Лаудон. Нема покретних степеница; брзим лифтовима је потребно 20 секунди да путују од улице до перона станице.